# آزمایش کشش دو محوره
در علم مواد و مکانیک جامدات، آزمایش کشش دو محوره یک روش چند منظوره برای بررسی خواص مکانیکی مواد صفحه‌ای است. این روش، شکلی کلی‌تر از آزمایش کشش است که در آن نمونه ماده به طور هم‌زمان در امتداد دو محور عمود برهم تنش قرار می‌گیرد. از جمله مواد معمولی که در پیکربندی دو محوره مورد آزمایش قرار می‌گیرند شامل ورق‌های فلزی ، الاستومر‌های سیلیکونی، کامپوزیت‌ها، فیلم‌های نازک، منسوجات، و بافت‌های نرم زیستی هستند.

## اهداف  آزمایش کشش دو محوره

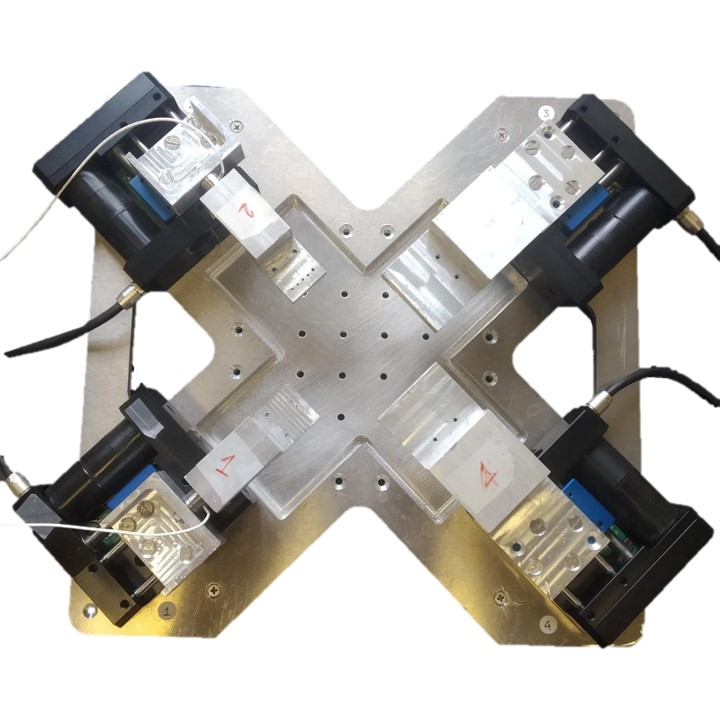
یک مثال از دستگاه آزمایش کشش دو محوره

آزمایش کشش دو محوره به طور کلی امکان ارزیابی خواص مکانیکی و شخصیت‌سنجی کامل مواد ایزوتروپیک غیر قابل فشرده را فراهم می‌آورد، که این کار می‌تواند با استفاده از تعداد کمتری از نمونه‌ها نسبت به آزمون‌های کشش یک محوره انجام شود. آزمایش کشش دو محوره برای درک خواص مکانیکی بیومواد به دلیل ساختار میکروسکوپی جهت‌دار آنها مناسب است. در صورتی که هدف آزمون بررسی رفتار پس از الاستیک ماده باشد، نتایج آزمون یک محوره کافی نخواهد بود و آزمون دو محوره برای بررسی رفتار پلاستیک مورد نیاز است . علاوه بر این، استفاده از نتایج آزمون یک محوره برای پیش‌بینی شکست در شرایط تنش دو محوره به نظر ناکافی می‌رسد.
اگر آزمون کشش دو محوره در یک پیکربندی صفحه‌ای انجام شود، ممکن است معادل وضعیت تنشی باشد که بر هندسه‌های سه‌بعدی اعمال می‌شود، مانند استوانه‌ها با فشار داخلی و کشش محوری. رابطه بین فشار داخلی و تنش محیطی توسط فرمول ماریوته به دست می‌آید:
{\displaystyle \sigma _{c}={\frac {PD}{2t}}}
که در آن {\displaystyle \sigma _{c}} تنش محیطی، {\displaystyle P} فشار داخلی، {\displaystyle D} قطر داخلی و {\displaystyle t} ضخامت دیواره لوله هستند.

## تجهیزات
به طور معمول، دستگاه آزمون کشش دو محوره با استیج‌های موتوری، دو حسگر بار و سیستم گرفتاری (فک‌ها) مجهز شده است.

استیج‌های موتوری
از طریق حرکت استیج‌های موتور، جابجایی خاصی بر روی نمونه مواد اعمال می شود. اگر یک استیج موتور استفاده شود، جابجایی در دو جهت یکسان است و تنها حالت کشش دو محوری مجاز است. از سوی دیگر، با استفاده از چهار استیج موتوری مستقل، هر گونه شرایط بارگذاری مجاز است. این ویژگی، آزمایش کششی دو محوره را برتر از سایر آزمایش‌هایی می‌سازد که ممکن است حالت کشش دو محوره اعمال کند، مانند برجسته سازی هیدرولیکی، برجسته‌سازی نیم‌کروی، فشردگی پشته‌ای یا پانچ مسطح.  استفاده از چهار استیج موتوری مستقل اجازه می‌دهد تا نمونه را در تمام طول مدت آزمایش در مرکز باقی بماند. این ویژگی به ویژه برای تجزیه و تحلیل تصویر در طول آزمایش مکانیکی مفید است. رایج ترین راه برای به دست آوردن زمینه های جابجایی و کرنش، همبستگی تصویر دیجیتال (DIC) است،  تکنیک بدون تماس است و بسیار مفید است زیرا بر نتایج مکانیکی تأثیر نمی گذارد.
سلول‌های بارگذاری
دو حسگر بار در امتداد دو جهت بارگذاری متعامد قرار می‌گیرند تا نیرو‌های واکنش طبیعی ایجاد شده توسط نمونه را اندازه گیری کنند. ابعاد نمونه باید مطابق با وضوح و مقیاس کامل سلول‌های بارگذاری باشد.
آزمایش کشش دو محوره بسته به تنظیمات دستگاه کشش دو محوره می‌تواند در شرایط کنترل بار یا کنترل جابجایی انجام شود. در پیکربندی اول، نرخ بارگذاری ثابت اعمال می‌شود درحالی که در پیکربندی دوم، نرخ جابجایی ثابت اعمال می‌شود.
در مواد الاستیک، تاریخچه بارگذاری مهم نیست، در حالی که در مواد ویسکوالاستیک این تاریخچه قابل چشم‌پوشی نیست. همچنین برای این دسته از مواد نرخ بارگذاری تاثیرگذار است.
سیستم گرفتن
سیستم فک‌ها بار را از استیج‌های موتوری به نمونه منتقل می‌کند. با اینکه استفاده از آزمایش کشش دو محوره روز به روز درحال رشد و گسترش است، هنوز کمبود پروتکل‌های استاندارد و مستحکم کافی درمورد سیستم فک‌ها وجود ندارد. از آنجایی که این سیستم نقش اساسی در اعمال و توزیع با را بازی می‌کند، باید به دقت طراحی شود تا اصل سن-ونان رعایت شود. برخی از سیستم‌های فک مختلف در زیر گزارش شده‌اند.
گیره
گیره‌ها رایج‌ترین سیستم دستگیره مورد استفاده برای آژمایش کشش دو محوره هستند زیرا آنها را به طور یکنواخت در محل اتصال با نمونه توزیع می‌کند. برای افزایش یکنواختی تنش در ناحیه، نمونه نزدیک به گیره‌ها است، برخی شیارها با نوک‌های دایره‌ای از بازوی نمونه برش داده می‌شوند. مشکل اصلی مربوط به گیره‌ها اصطکاک کم در سطح مشترک با نمونه است. در واقع، اگر اصطکاک بین سطح داخلی گیره‌ها و نمونه بسیار کم باشد، ممکن است یک حرکت نسبی بین این  دو سیستم  رخ بدهد که نتایج آزمایش را تغییر می‌دهد.
بخیه
حفره‌های کوچکی روی سطح نمونه ایجاد می‌شوند تا آن را از طریق سیمی با سفتی بسیار بالاتر از خود نمونه، به استیج‌های موتوری متصل کنند. معمولا از بخیه‌ها برای نمونه‌های مربعی استفاده می‌شود. برخلاف گیره‌ها، بخیه‌ها اجازه چرخش نمونه را حول محور عمودی به سطح را فراهم می‌کنند. به این ترتیب اجازه انتقال تنش‌های برشی به نمونه را نمی‌دهند. انتقال بار به طور بسیار محلی صورت می‌گیرد، در نتیجه توزیع بار یکنواخت نیست. برای اعمال بخیه‌ها در همان موقعیت بر روی نمونه‌های مختلف، به یک الگو نیاز است تا تکرارپذیری در آزمایش‌های مختلف حفظ شود.
راک‌ها
این سیستم مشابه سیستم گیره بخیه است، اما سفت‌تر. شانه‌ها مقدار محدودی از تنش برشی را انتقال می‌دهند، بنابراین اگر در حضور کرنش‌های برشی بزرگ استفاده شوند کاربردی کمتری دارند. اگرچه انتقال بار به صورت گسسته انجام می‌شود، اما توزیع بار در مقایسه با بخیه‌ها یکنواخت‌تر است.

## شکل نمونه
موفقبت یک آزمایش کشش دو مخوری به شکل دقیق نمونه وابسته است. دو هندسه‌ای که بیشتر استفاده می‌شوند، شکل‌های مربعی و صلیبی هستند. هنگام کار با مواد فیبری یا کامپوزیت‌های تقویت شده با الیاف، الیاف باید در جهت بارگذاری برای هر دو نوع نمونه هم راستا شوند تا تنش‌های برشی به حداقل برسند و از چرخش نمونه جلوگیری شود. 
نمونه‌های مربعی

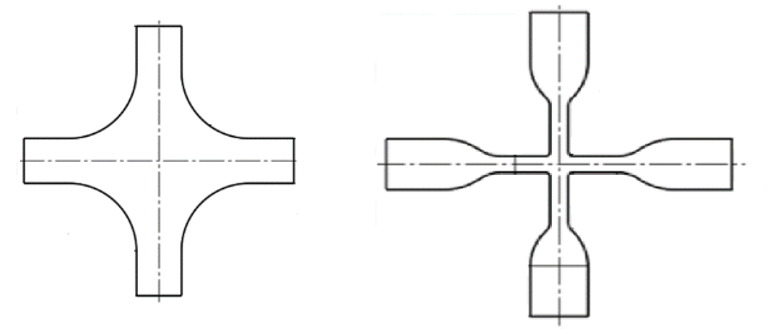
دو طرح مختلف از نمونه‌های صلیبی برای آزمایش کشش دو محوره. این دو شکل برای شعاع فیله، طول بازوها و ناحیه داخلی تحت یک حالت کششی دو محوره متفاوت هستند. از آنجایی که فقط ناحیه مرکزی نمونه در معرض یک حالت کششی دو محوره قرار می‌گیرد، تجزیه و تحلیل تنها بخش کوچکی از کل نمونه محدود می‌شود.

نمونه‌های مربعی یا به طور کلی مستطیل به راحتی قابل تهیه هستند و ابعاد و نسبت آنها به در دسترس بودن مواد بستگی دارد. برای بی اثر کردن تاثیرات سیستم گیره در هسته نمونه، نیاز به نمونه‌های بزرگ است با این حال این راه‌حل بسیار پر مصرف از مواد است، بنابراین نمونه‌های کوچک مورد نیاز است. از آنجا که سیستم گبره بسیار نزدیک به هسته نمونه قرار دارد، توزیع کرنش همگن نیست. 
نمونه‌های صلیبی شکل:
یک نمونه صلیبی شکل مناسب باید شرایط زیر را دارا باشد: 
- به حداکثر رساندن مساحت بارگذاری دو محوری در مرکز نمونه، جایی که میدان کرنش یکنواخت است؛
- به حداقل رساندن کرنش برشی در مرکز نمونه؛
- به حداقل رساندن مناطق تمرکز تنش، حتی خارج از منطقه مورد نظر؛
- شکست در ناحیه بارگذاری شده دو محوره؛
- نتایج قابل تکرار

مهم است که یادآوری شود در این نمونه، کشش در ناحیه بیرونی بیشتر از مرکز است، جایی که کرنش یکنواخت است.

## روش
آزمایش تنش یک محوری معمولا برای اندازه‌گیری خواص مکانیکی مواد استفاده می‌شود درحالی که بسیاری از مواد رفتار‌های مختلفی را هنگام اعمال تنش‌های بارگذاری متفاوت نشان می‌دهند. از این رو، آزمایش کشش دو محوره به یکی از اندازه گیری‌های آینده‌نگر تبدیل می‌شود. آزمایش پانچ کوچک (STP) و آزمایش برجسته‌سازی دو روشی هستند که حالت کششی دو محوره را اعمال می‌کنند.
آزمایش پانج کوچک (SPT)
آژمایش پانچ کوچک (SPT) برای اولین بار در دهه 1980 به عنوان یک تکنیک حداقل تهاجمی در محل بررسی تخریب محلی و شکنندگی مواد هسته‌ای توسعه یافت. SPT نوعی روش آزمون مینیاتوری سات که تنها به نمونه‌های با حجم کوچک نیاز دارد. استفاده از حجم‌های کوچک به طور جدی بر یک قطعه در حال سرویس تاثیر نمی‌گذارد و به آن آسیب نمی‌زند، که این ویژگی باعث می‌شود SPT روش مناسبی برای تعیین خواص مکانیکی مواد غیر تشعشعی و تشعشعی یا تجزیه و تحلیل نواحی کوچک از اجزای ساختار باشند.
در فرآیند آزمایش، نمونه‌ای دیسک‌شکل بین دو قالب محکم بسته می‌شود. سپس پانچ با نرخ جابجایی ثابت از میان نمونه فشار داده می‌شود. در این آزمایش معمولا از پانچ تخت با نوک مقعر که یک گوب را فشار می‌دهد، استفاده می‌شود. پس از آزمون، برخی از پارامتر‌های مشخصه مانند منحنی‌های نیرو-جابجایی برای تخمین استحکام تسلیم و استحکام کششی نهایی مورد استفاده قرار می‌گیرند. با تحلیل منحنی‌های به دست آمده از داده‌های کشش/شکست SPT در دماهای مختلف، دمای انتقال از حالت نرم به شکننده (DBTT) قابل محاسباه است. نکته مهم ایت است که پیشنهاد می‌شود نمونه مورد استفاده در SPT کاملا صاف باشد تا خطای تنشی ناشی از وضعیا  تماس نامشخص کاهش یابد.
آزمون برآمدگی هیدرولیکی (HBT)
آزمون برآمدگی هیدرولیکی (HBT) روشی برای آزمون کشش دو محوری است. این روش برای تعیین خواص مکانیکی مانند مدول یانگ، استحکام تسلیم، استحکام کششی  نهایی و خواص سخت شوندگی کرنش مواد ورفی مانند فیلم‌های نازک استفاده می‌شود. HBT می‌تواند خواص پلاستیکی ورق را در کرنش‌های بزرگ بهتر توصیف کند، زیرا کرنش در فرآیندهای شکل‌دهی معمولا بزرگ‌تر از کرنش یکنواخت است. با این حال، به دلیل نبود تفارن در هندسه فطعات شکل‌دهی شده، تنش و کرنش واقعی اندازه‌گیری شده توسط HBT بیشتر از مقادیر به دست آمده از آزمایش کشش خواهد بود.
در HBT، دیسک‌های گسیختگی و روغن هیدرولیکی تحت فشار بالا برا یتغییر شکل نمونه استفاده می‌شوند که همچنین برای جلوگیری از عوامل تاثیرگذار مانند اصطکاک در آزمون پانچ کوچک به کار می‌روند. محدودیت‌هایی در شرایط آزمون وجود دارد؛ دما به دلیل جامد شدن با تبخیر روغن هیدرولیکی محدود می‌شود، دمای بالا ممکن است منجر به شکست بارگذلری شود، در حالی که دمای پایین باعث شکست بخش آب‌بندی و نشت بخار می‌شود که می‌تواند خطرنناک باشد.
در HBT، یک نمونه دایره‌ای معمولا از زیرلایه‌ای که روی آن آماده شده است جدا شده و در اطراف محیط آن در انتهای یک سیلندر روی یک سوراه مهار می‌شود. نمونه تحت فشار روغن هیدرولیکی از یک طرف قرارگرفته و سپس با افزایش فشار، به سمت یک حفره برآمده و منبسط می‌شود. تنش جربان از ارتفاع گنبدی‌شکل قطعه برآمده و فشار محاسبه می‌شود. ارتفاع نیز قابل انداره‌گیری است. کرنش از طریق همبست‌سنجی تصویر دیجیتال(DIC) اندازه‌گیری می‌شود. با در نظر گرفتن ضخامت نمونه و اندازه بخش مهار شده، می‌توان تنش و کرنش واقعی را محاسببه کرد. 
مایعات دیگر نیز می‌توانند به عنوان سیال هیدرولیکی در HBT مورد استفاده قرار می‌گیرند. شیانگ و همکاران HBT (2005) ذا برای فیلم‌های نازک زیرمیکرونی توسعه دادند. آنها با استفاده از تکنیک‌های استاندارد میکروفابریکاسیون فوتولیتوگرافی، یک کانال کوچک در پشت فیلم مورد نطر ایجاد کرده و سپس با فشار آب، فیلم نازک را برآمده کردند. صحت این روش با استفاده از تحلیل المان محدود (FEA) تایید شد.
آزمون برآمدگی گازی (GBT)
آزمون‌های برآمدگی گازی (GBT) مشابه آزمون برآمدگی هیدرولیکی (HBT) عمل می‌کند، اما به جای استفاده از روغن هیدرولیکی، از گاز با فشار بالا برای ایجاد فشار معکوس روی نمون هصفحه نازک استفاده می‌شود. از آنجا که چگالی گاز بسیار کمتر از مایعات است، فشار خروجی ایمن در GBT  به طور قابل توجهی کمتر از سیستم‌های هیدرولیکی است. بنابراین، آزمون GBT در دماهای بالا معمولا برای افزایش شکل‌پذیری نمونه و امکان‌پذیر ساختن تغییر شکل پلاستیک در فشار‌های پایین‌تر استفاده می‌شود.
برخلاف HBT، استفاده از دماهای بالا در GBT امکان‌پذیر است. دماهای عملکرد آزمون برآندگی دو محوری به انتقال فازی سیال تحت فشار محدود می‌شوند، اما گازها دامنه بسیار وسیعی از دماهای عملکردی دارند. GBT برای بررسی خستگی، خواص مکانیکی در دماهای پایین و بالا(مشروط به شکل‌پذیری کافی در دماهای پایین) و چرخه ‌های حرارتی مناسب است.  علاوه بر این، نگه داشتن فشار در دمای بالا امکان بررسی خواص مکانیکی وابسته به زمان، مانند خزش را فراهم می‌کند.
در GBT می‌توان از همبست‌سنجی تصویر دیجیتال(DIC) در دماهای بالا برای اندازه‌گیری تنش و کرنش دو محوری استفاده کرد. به طور جایگزین، یک تداخل‌سنج لیزری می‌تواند برای تعیین جابجایی در نزدیکی قله گنبد استفاده شود و مدل‌های متعددی برای محاسبه شعاع انحنا و کرنش شعاعی نمونه‌های برآمده وجود دارد.  تنش واقعی به بهترین شکل با استفاده از معادله یانگ-لاپلاس تخمین زده می‌شود. نتایج این آزمون با استاندارد کشش دو محوری ISO 16808 قابل مقایسه است. 
برای مهار نمونه‌های GBT در دماهای بالا، به مواد مهارکننده‌ای نیاز است که عملکرد آنها  بیش از دمای آزمون باشد. این موضوع از طریق روش‌های سنتی جوشکاری، جوشکاری اصطکاکی-همزن(FSW) یا جوشکاری نفوذی امکان‌پذیر است. 